# Academia de Guerra del Ejército (Japón)

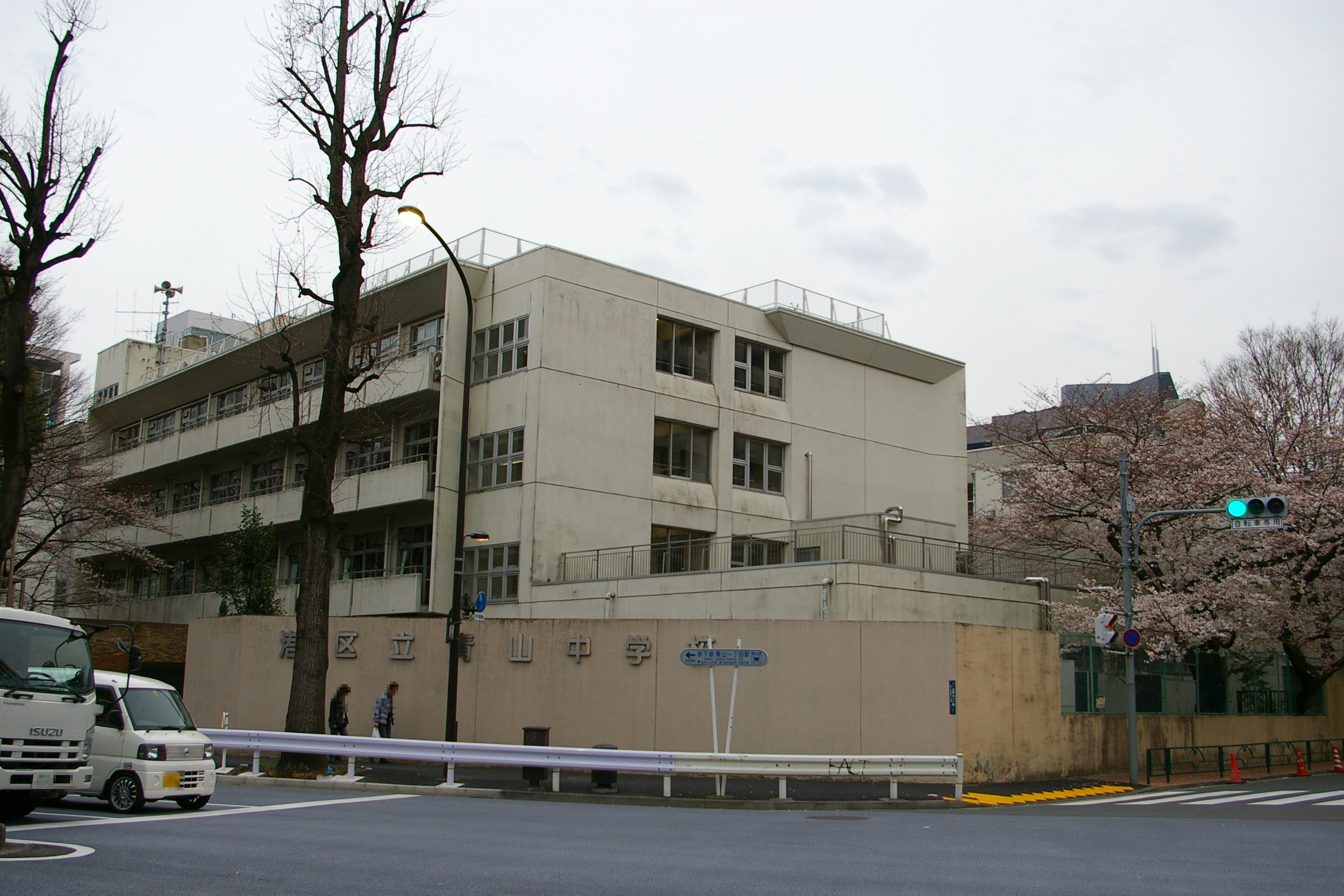
Antigua ubicación de la Academia en Kita-Aoyama, Minato, Tokio (ahora Aoyama Junior High School)

La Academia de Guerra del Ejército (陸軍大学校 Rikugun Daigakkō, abreviado: Rikudai (陸大) del Imperio del Japón se fundó en 1882 en Minato, Tokio, para modernizar y occidentalizar el Ejército Imperial Japonés. Gran parte de la élite del imperio, incluidos los primeros ministros durante el período del militarismo japonés, se graduaron en la academia.

## Historia
Apoyada por influyentes ministros proalemanes y oficiales del ejército, la Academia de Guerra del Ejército se inspiró en la Preußische Kriegsakademie prusiana, con oficiales alemanes contratados como Oyatoi gaikokujin para el entrenamiento. El más prominente de estos instructores fue el comandante Klemens W.J. Meckel. Fue influyente para ayudar en la reorganización del ejército permanente de un sistema basado en guarniciones a un sistema divisional.
Informaba directamente al Cuartel General del Estado Mayor del Ejército Imperial Japonés, el colegio se especializó inicialmente en tácticas de enseñanza, y fue considerado como el pináculo del sistema educativo del Ejército. Por esta razón, solo aceptó graduados anteriores de la Academia del Ejército Imperial Japonés que tenían al menos dos años (pero no más de seis años) de experiencia de campo tanto como teniente como estudiantes, y que típicamente habían alcanzado el rango de capitán. Cada clase tenía entre 30 y 35 estudiantes. El aprendizaje tendió a ser por memorización, con poco estímulo para el pensamiento creativo o la discusión entre los estudiantes. El plan de estudios era un curso de tres años y se consideraba un requisito previo necesario para la promoción futura a un rango de personal (es decir, el de general). Cada año, los seis graduados con las mejores calificaciones eran galardonados con una Espada del Ejército por el Emperador y se conocían colectivamente como el Club de la Espada del Ejército.
El colegio graduó 60 clases antes de que fuera abolido tras la rendición de Japón al final de la Segunda Guerra Mundial. Su edificio en Tokio, construido en 1891, fue demolido después de la guerra y reemplazado por una escuela secundaria municipal en 1955.